# 432
Năm 432 là một năm trong lịch Julius.